# Термы Каракаллы

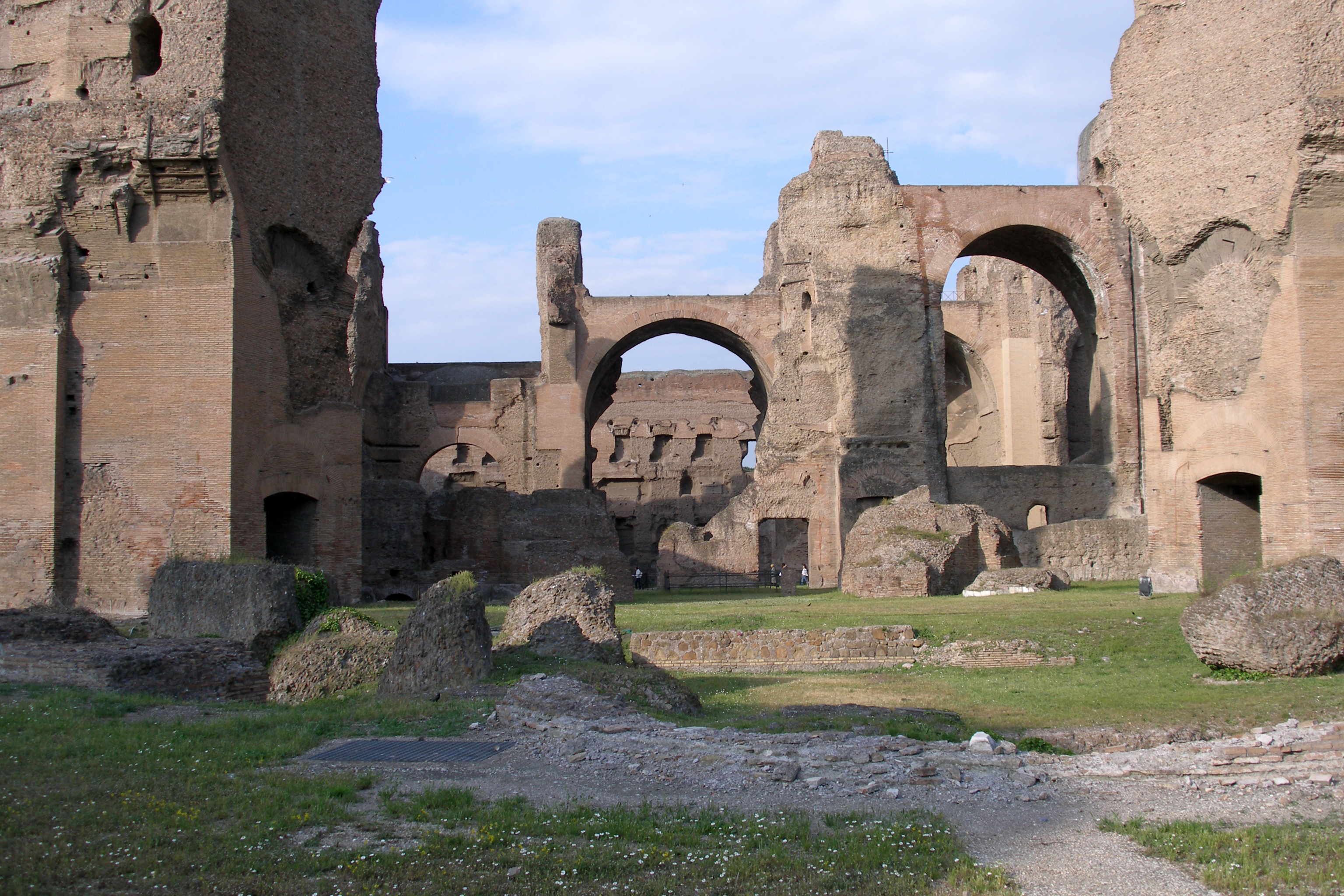
Термы Каракаллы

Те́рмы Карака́ллы (итал. Terme di Caracalla) — термы императора Каракаллы в Риме, официально именуемые термами Антониниана (лат. Thermae Antoninianae). Они находились у Аппиевой дороги, за Капенскими воротами, между Авентином и Целием. Строительство началось в 212 году н. э. и было закончено в 217 году уже после смерти императора. Двор терм Каракаллы имел размер 400 на 400 м, центральный комплекс — 150 на 200 м.

## Описание

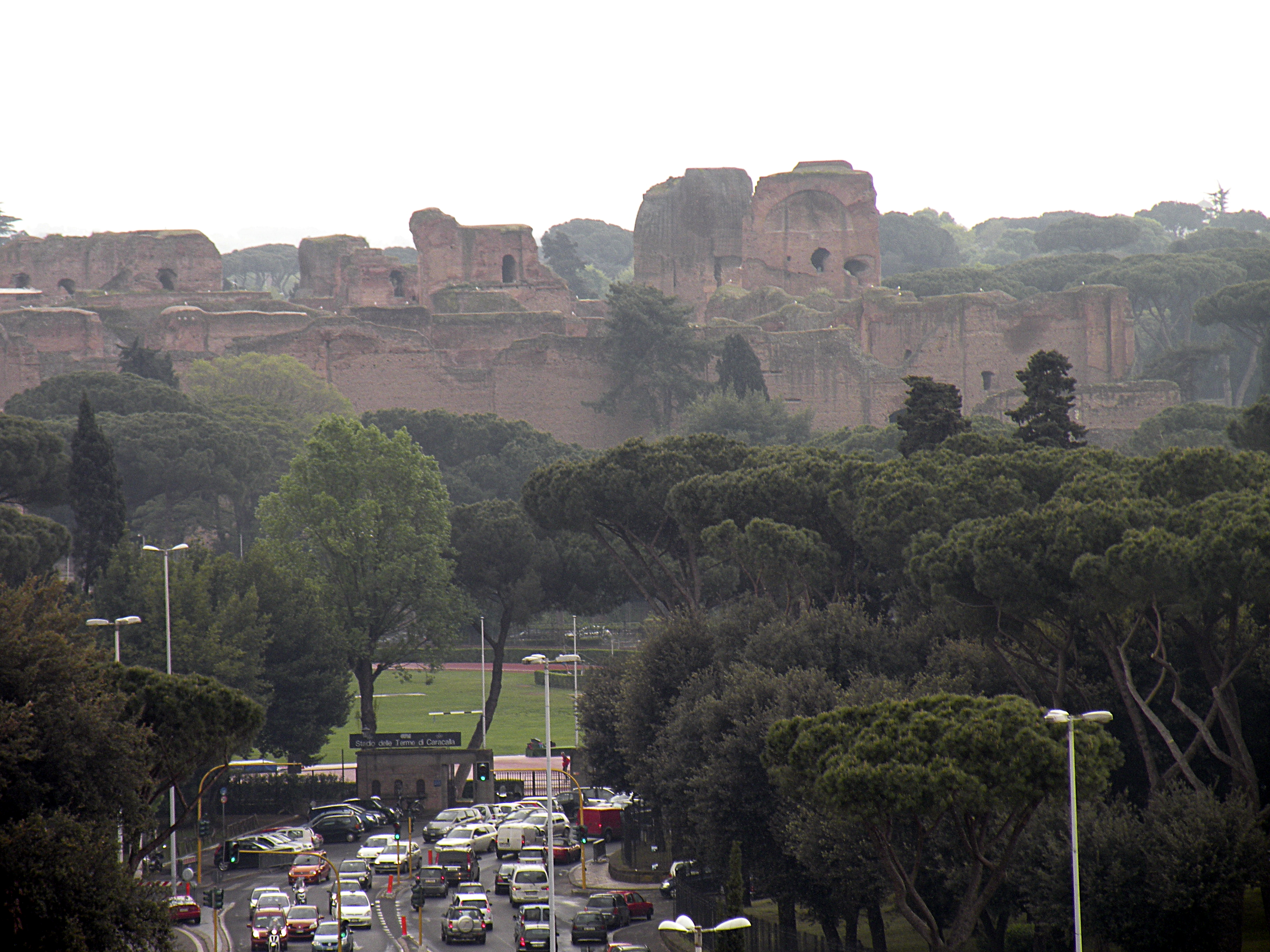
Термы Каракаллы. Вид с Палатина

Уже в V в. н. э. Термы Каракаллы считались одним из чудес Рима. Они занимали площадь в 11 га. Главное здание, «банный корпус», лежит в парке, который окружен сплошной линией разных помещений. В бронзовые переплёты огромных полукруглых окон главного зала вставлены тонкие пластинки из полупрозрачного камня цвета слоновой кости. Из-за этого зал освещён ровным золотистым светом. Стены из полированного мрамора словно растворялись в высоте, где парил невиданной величины свод. Снаружи термы Каракаллы были облицованы мраморными плитами, под мрамором — многометровая толща местного камня и бетона — смеси извести с галькой и песком. Из кирпича или тёсаных камней римляне выкладывали как бы опалубку стен, в которую заливалась бетонная масса. 3атвердевая, бетон становился крепче камня. Многие здания, которые кажутся сложенными из отдельных плит, в действительности состоят из одного отвердевшего бетонного «куска». Справа и слева от главного входа устроены две большие экседры; перед каждой из них палестра. В задней части сада (напротив главного входа), в правом и в левом углах, два просторных зала; судя по их внутреннему оборудованию, их следует считать библиотеками; с трёх сторон вдоль стен шли низенькие приступки, по которым поднимались к нишам, где хранились свитки. В центре между этими залами расположены амфитеатром ряды сидений; ряды эти несколько закругляются к обоим концам. Перед ними — стадион, смотреть на который можно было и из самих терм (из задних комнат), и с этого амфитеатра. Над ним повыше находились цистерны с водой для терм: 64 сводчатых помещения, шедших в два ряда и в два этажа. Вода для этих цистерн была отведена из Аква Марция.

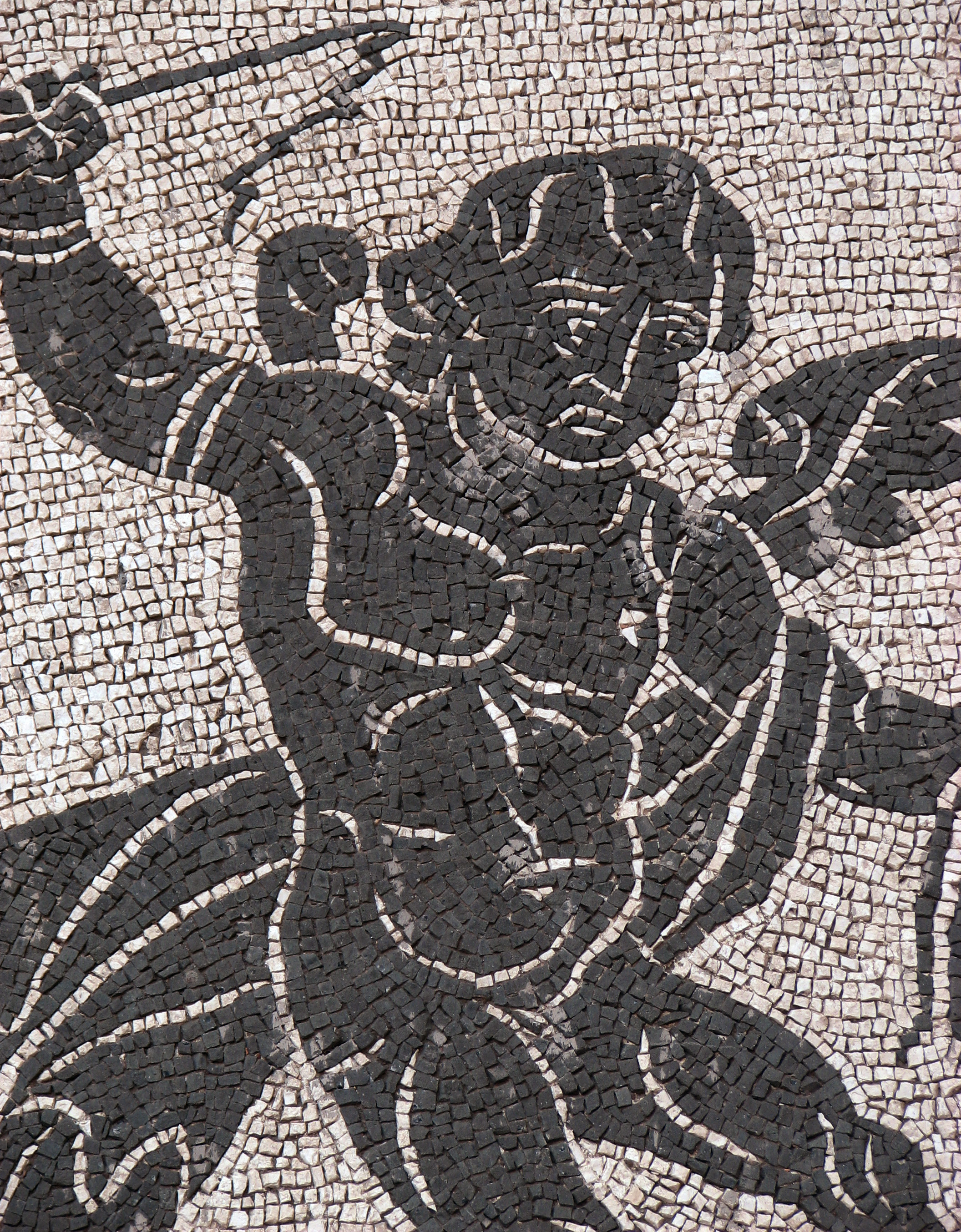
Мозаика терм Каракаллы

В «банный корпус» вело четыре входа; через два центральных входили в крытые залы, находившиеся по обе стороны фригидария. Над фригидарием крыши не было; за ним на одной оси находился большой зал, который долгое время ошибочно принимали за тепидарий, хотя в нем нет никаких приспособлений для подогрева, тепидарий и за ним круглый кальдарий, купол которого (35 м в диаметре) поддерживало восемь мощных пилястров; два из них и сейчас стоят на месте. Кальдарий окружали маленькие отделения, где можно было мыться поодиночке. По обе стороны от кальдария были расположены комнаты для собраний, рецитаций и т. п.
Среди множества всяческих помещений, находившихся справа и слева от этих предназначенных для мытья комнат, следует отметить две палестры, два больших открытых двора, окруженных с трех сторон колоннадой. Палестры эти расположены совершенно симметрично: одна — на северо-восточной, а другая — на северо-западной стороне здания, на каждую из них выходила абсида. В полу этих абсид находилась знаменитая мозаика с фигурами атлетов, относившаяся, вероятно, к IV в. н. э. (найдена в 1824 г., хранится в Латеранском музее). Императоры не только стремились к художественной отделке своих терм, не только облицовывали стены мрамором, покрывали мозаиками полы и ставили великолепные колонны: они систематически собирали здесь произведения искусства. В термах Каракаллы стояли когда-то Фарнезский бык, статуи Флоры и Геракла, торс Аполлона Бельведерского (не считая множества других менее значительных статуй). Сюда приходили не только смыть грязь, здесь отдыхали. Особенное значение имели термы для бедняков. Недаром один из современных ученых назвал термы лучшим подарком, который императоры сделали римскому населению. Посетитель находил здесь и клуб, и стадион, и сад отдыха, и дом культуры. Каждый мог выбрать себе то, что было ему по вкусу: одни, вымывшись, усаживались поболтать с друзьями, шли поглядеть на борьбу и гимнастические упражнения и самим заняться ими; другие бродили по парку, любовались статуями, засиживались в библиотеке. Люди уходили с запасом новых сил, отдохнувшие и обновленные не только физически, но и нравственно.
В 1960 году во время летних Олимпийских игр в развалинах терм проходили соревнования гимнастов.